# Centro per la Diffusione delle Scienze e Museo della Tecnologia
Il Centro per la Diffusione delle Scienze e Museo della Tecnologia (NOESIS) (in greco Κέντρο Διάδοσης Επιστημών και Μουσείο Τεχνολογίας - ΝΟΗΣΙΣ, è un museo tecnico-scientifico ubicato a Thermi, nella periferia della Macedonia Centrale (unità periferica di Salonicco).
Il museo è attivamente impegnato nella tutela del patrimonio tecnologico greco. Oltre alle mostre a tema tecnologia presenti al suo interno, ospita diverse tipologie di strutture, come un planetario, un anfiteatro, una sala di simulazione e un cinema con maxischermo per la proiezione di programmi educativi.